# Fläckvingad monark
Fläckvingad monark (Symposiachrus guttula) är en fågel i familjen monarker inom ordningen tättingar.

## Utseende och läte
Fläckvingad monark är en liten till medelstor fågel. Den har skiffergrå ovansida med vita fläckar på vingen, vit undersida, svart ansikte och silvergrå näbb. På undersidan av stjärten är den vit med ett svart band vid stjärtroten och ett tunt svart streck vid spetsen. Kapuschongmonarken har också vitt på buken men saknar grå rygg och vingfläckarna. Bland lätena hörs ljusa visslingar eller nasala och sträva ljud.

## Utbredning och systematik
Fågeln återfinns på Nya Guinea, västpapuanska öarna samt i Louisiaderna. Den behandlas som monotypisk, det vill säga att den inte delas in i några underarter.

### Släktestillhörighet
Fågeln placerades liksom många andra monarkarter i släktet Monarcha, men genetiska studier visar att den endast är avlägset släkt och bryts nu tillsammans med ett stort antal andra arter ut till släktet Symposiachrus.

## Levnadssätt
Fläckvingad monark hittas inne i skog i låglänta områden och förberg. Där ses den födosöka på alla nivåer i skogen.

## Status och hot
Arten har ett stort utbredningsområde, men tros minska i antal, dock inte tillräckligt kraftigt för att den ska betraktas som hotad. Internationella naturvårdsunionen IUCN listar arten som livskraftig (LC).